# Francisco José Ragel
Francisco José Ragel ( Jerez de la Frontera 1897 - † 1928 ) fue un abogado, periodista y escritor español.
Fue académico de la Sevillana de Buenas Letras, Hispanoamericana de Cádiz, Bellas Letras y Nobles Artes de Córdoba, conservador de la Biblioteca de Jerez y cronista de su ciudad natal. Publicó con el seudónimo de Martín Ferrador la obra Tradiciones y apuntes históricos jerezanos, de alto valor documental.
- Datos: Q5866427